# Naši
Naši (Молодежное демократическое aнтифашистское движение «Наши», Movimento Giovanile Democratico Antifascista "Nostri") è un movimento giovanile russo che si dichiara democratico, antifascista e anti-oligarchico. È descritto come strettamente putinista, descritto come "esercito privato di Putin", e paragonato dai critici al Komsomol e alla Gioventù Hitleriana o alla Gioventù Italiana del Littorio.
Il movimento è sostenuto da numerosi autorevoli esponenti della scena politica russa e comprende circa 120.000 membri tra i 17 e i 25 anni. Il 6 aprile 2012 il leader di Naši ha annunciato che il movimento sarà sciolto nel prossimo futuro per essere sostituito da un'altra organizzazione.